# Rich Plain
Rich Plain es una localidad de Trinidad y Tobago, que forma parte de la región de Diego Martín.

## Geografía
La localidad abarca parte de la isla Trinidad y limita al norte con Covigne e Industrial Estate, al sur con Carenage, L'Anse Mitan, La Horquette, Goodwood Gardens y La Puerta, al este con Diamond Vale y Diego Martín y al oeste con Chaguaramas.

## Demografía
Datos demográficos de la localidad de Rich Plain:
| Gráfica de evolución demográfica de Rich Plain entre 2000 y 2011 |
|                                                                  |